# ピエール・メシャン

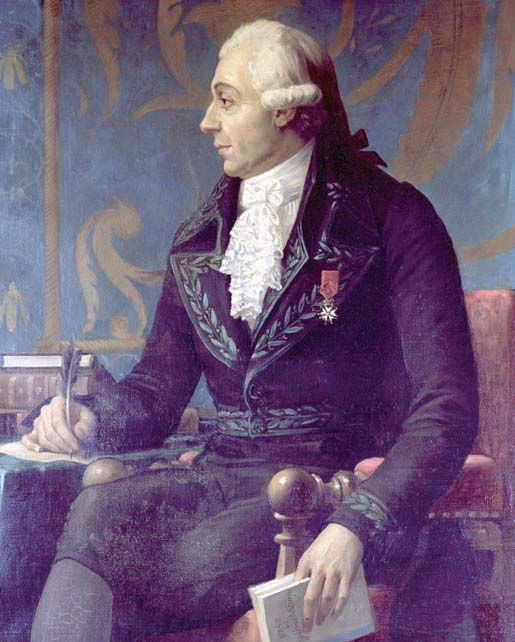
ピエール・メシャン

ピエール・フランソワ・アンドレ・メシャン（Pierre François André Méchain 、1744年8月16日 - 1804年9月20日）は、フランスの天文学者。生涯で7個の彗星を発見した。
ピカルディ地域圏エーヌ県のラン出身。フランス科学アカデミー正員、1789年王立協会フェローに選出。シャルル・メシエの助手を務めた後に1800年よりパリ天文台長。1803年に子午線弧長測量のためスペインのバレアレス諸島に赴き、黄熱病にかかって死去した。
星雲・星団・銀河のカタログとして有名な『メシエカタログ』第3巻のかなりの部分がメシャンの発見による。
小惑星(21785)メシャンは彼にちなみ命名された。

## 発見した彗星
- C/1781 M1 (Mechain), 1781 I
- C/1781 T1 (Mechain), 1781 II
- C/1785 A1 (Messier-Mechain)
- C/1785 E1 (Mechain), 1785 II
- 2P/Encke（1786年）
- C/1787 G1 (Mechain), 1787 I
- 8P/Tuttle（1790年、単独発見）
- C/1799 P1 (Mechain), 1799 II
- C/1799 Y1 (Mechain), 1799 III